# Saison 2012-2013 du Stade Malherbe Caen
Maillots
Dernière mise à jour : 26 mai 2013.
Chronologie
Saison précédente Saison suivante
La saison 2012-2013 du Stade Malherbe de Caen, club de football français, voit le club évoluer en Ligue 2. C'est la 27e saison du club normand à ce niveau.
Après deux saisons dans l'élite, la relégation de mai 2012 sonne comme une fin de cycle. Malgré la relégation, le président Jean-François Fortin est confirmé le 31 mai par le Conseil de surveillance du club. Celui-ci nomme Patrice Garande comme entraîneur lors d'une conférence de presse le 18 juin 2012. Franck Dumas, contesté en interne, quitte le club. L'objectif annoncé est de « tout faire pour remonter ». Le budget prévisionnel est d'environ 15 millions d'euros, soit moitié moins que la saison précédente.

## Historique

### Avant saison
Après avoir terminé à la 18e de ligue 1, le club entame une 28e saison en ligue 2. La descente à l'échelon inférieur entraîne des remous au sein du club. Le manager général Franck Dumas - qui faisait office d'entraîneur - est très contesté aussi bien à l'intérieur qu'à l'extérieur du club. Pour autant, le président Fortin lui témoigne son soutien. Le conseil de surveillance du club se réunit le 31 mai et confirme à la direction du club le même directoire. Ce directoire se donne quinze jours pour prendre les décisions sur le plan sportif. À deux jours de la reprise de l'entraînement, le 18 juin, le directoire annonce que Franck Dumas n'est plus l'entraîneur et qu'il est remplacé officiellement par son ancien adjoint patrice Garande.
Avec la descente, le budget du club est quasiment divisé par deux pour passer de 32 millions à environ 15 millions d'euros. Franck Dumas n'étant plus manager général, c'est à Alain Caveglia qu'échoit cette fonction. Ce dernier s'occupe pleinement du recrutement et présente le jour de la reprise de l'entraînement, le 20 juin, trois recrues : Romain Poyet, Jean Calvé et Laurent Agouazi
. À ces trois recrues s'ajoutent deux pensionnaires de l'équipe réserve qui passent pro : Raphaël Guerreiro et Yrondu Musavu-King. Puis l'attaquant Mathieu Duhamel est recruté fin juin. Les deux dernières recrues arrivent à quelques jours de la reprise :  le défenseur Jean-Jacques Pierre et l'attaquant Alexandre Cuvillier.

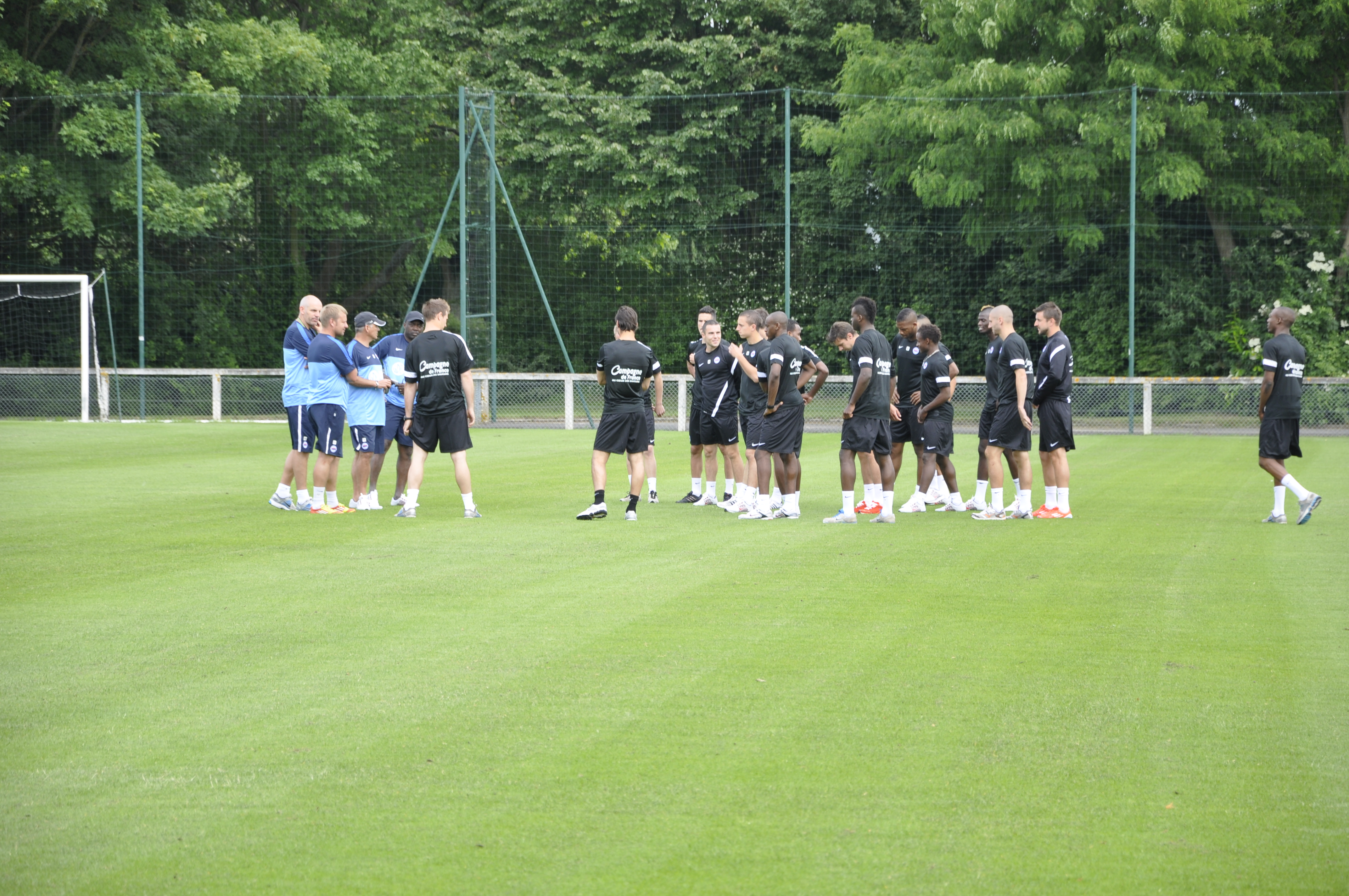
Le premier entraînement

Côté départs, le premier à quitter le club est le défenseur Thomas Heurtaux, qui s'engage avec l'équipe italienne d'Udinese. Trois joueurs en fin de contrat s'en vont également : Benjamin Nivet retourne à Troyes tandis que Grégory Proment retrouve Metz, son club formateur. Anthony Deroin, après quinze années professionnelles au club, arrête sa carrière. L'ailier Frédéric Bulot s'exile de son côté en Belgique au Standard de Liège. Alors que le groupe est en stage à Bayeux, le gardien Alexis Thébaux s'engage à Brest pour remplacer l'ancien caennais Steeve Elana. Après avoir eu des propositions de plusieurs clubs, Romain Hamouma rejoint l'AS Saint-Étienne. Jerry Vandam, qui était prêté, retourne à Lille. Damien Marcq, qui avait été prêté à Dijon n'est pas conservé dans le groupe caennais et est de nouveau prêté à Sedan. Le troisième gardien Riffi Mandanda, prêté à Pau la saison précédente est prêté une nouvelle fois au Poiré-sur-Vie. Le jeune Émeric Dudouit résilie son contrat pour s'engager avec la Berrichone Châteauroux, son aîné Pierre-Alain Frau fait de même pour s'exiler au Qatar.
Après deux semaines d'entraînements à Venoix, le groupe s'exile à Bayeux. Il y dispute son premier match amical contre l'AS Cherbourg le 7 juillet. Le match se solde par un match nul 0-0. Une semaine plus tard, les Caennais rencontrent les Lavallois à Courseulles-sur-Mer et font un nouveau match nul 1-1 sans pour autant avoir marqué de but. Trois jours plus tard, c'est à Dives-sur-Mer que les Caennais perdent face aux Rouennais 1-0. Le dernier match amical est disputé le 20 juillet à une semaine de la reprise contre Le Havre dans le cadre du trophée des normands. Ces matchs amicaux se soldent par deux matchs nuls et deux défaites.
Le 30 juillet 2012, le club annonce qu'un accord à l'amiable a été signé avec Franck Dumas pour son départ du club.

### Récit de la saison sportive

#### Un début de saison prometteur
Le club commence son championnat en se déplaçant chez le promu Ajaccio. Patrice Garande promeut Jérémy Sorbon au poste de capitaine en lieu et place de Nicolas Seube. Le jeu entre les deux équipes est assez équilibré. Sur une première occasion dangereuse, Damien Perquis dévie en corner un tir de Jean-Jacques Mandrichi. Le gardien caennais rassure une deuxième fois sa défense en captant un tir de Mickaël Colloredo. La première action caennaise se fait sur corner avec une tête décroisée de Livio Nabab qui manque le cadre. Quelques minutes plus tard, le même Nabab, au coude à coude avec Ibrahim Rachidi, ne peut correctement cadrer son tir. Sur un nouveau corner mal dégagé par la défense ajaccienne, Molla Wagué reprend un centre qui passe au ras du poteau de Clément Maury. La mi-temps est sifflée sur ce score nul et vierge. En deuxième mi-temps, Caen se montre encore dangereux sur corner par l'intermédiaire de Molla Wagué. Le latéral Raphaël Guerreiro arrive à percer la défense ajaccienne et se retrouve légèrement excentré sur le côté gauche face au portier ajaccien mais ce dernier arrive à contrer le tir. Romain Poyet récupère un ballon dans la surface de réparation et parvient à pivoter pour tirer, le gardien Clément Maury arrive à détourner le tir sur sa ligne. Sur un coup franc lointain, Fayçal Fajr, qui est désormais le meneur de jeu, est pas loin de battre le gardien ajaccien. Jean-Jacques Mandrichi arrive à se jouer de la défense caennaise et place un tir que Damien Perquis dévie en corner. Alexandre Cuvillier (qui a remplacé Romain Poyet à la 66e) se crée une occasion de but dans les cinq dernières minutes du match mais ne cadre pas assez son tir. Mais aucune des deux équipes n'arrivent à prendre l'avantage et le Stade Malherbe rapporte un premier point de l'île de beauté.

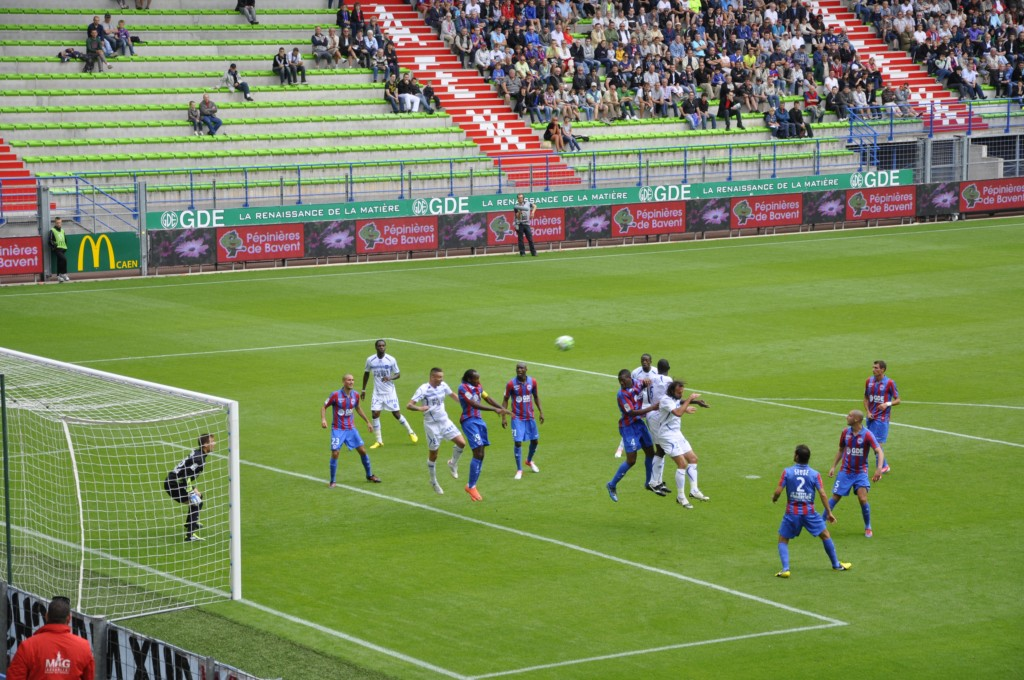
Sorbon dégage de la tête face à Auxerre

Pour son premier match à domicile, le club reçoit l'AJ Auxerre. Le match entre ces deux relégués démarrent sur les chapeaux de roues. Dès la première minute, Mathieu Duhamel se procure une occasion qu'il n'arrive pas à concrétiser. Les Auxerrois se montrent ensuite beaucoup plus incisifs et au quart d'heure de jeu, Anthony Le Tallec arrive à centrer sur la tête d'Olivier Kapo qui place le ballon hors de portée de Damien Perquis. Les Caennais ne baissent pas pour autant les bras et multiplient les occasions via Livio Nabab et Fayçal Fajr. Ces attaques finissent par payer, à la 26e minute, Alexandre Cuvillier déborde sur son côté gauche et obtient un corner. Il le tire et le ballon arrive sur la tête de Molla Wagué qui la remet à Duhamel. Ce dernier contrôle de la poitrine et marque son premier but sous ses nouvelles couleurs. À peine dix minutes plus tard, Mathieu Duhamel récupère un ballon sur le côté droit, il le transmet à Fajr à l'entrée de la surface de réparation ; celui-ci le remet dans la course de Nabab qui trompe une nouvelle fois Olivier Sorin. C'est sur ce score qu'est sifflée la mi-temps. Caen s'est procuré 13 tirs contre 2 pour Auxerre. Après deux minutes en seconde mi-temps, Laurent Agouazi reprend un coup-franc de Fajr qu'il pousse dans les buts. Mais l'arbitre l'annule pour hors-jeux. Les Caennais continuent de se montrer dangereux via Fajr (51e), Jean Calvé (54e) et Duhamel (64e). Les Auxerrois se montrent une fois dangereux à la 75e lors que Terence Makengo reprend de la tête un centre que Perquis sauve sur sa ligne. Les dix dernières minutes sont encore à l'avantage des Caennais. À la 85e minute, Fajr expédie une transversale sur le côté gauche à Guerreiro, entré en jeu, qui prend de vitesse la défense auxerroise mais Sorin dévie son tir. À la 88e minute, Fajr titre un coup-franc sur le côté droit, son tir est repoussé par Sorin à l'extérieur de la surface de réparation. Agouazi reprend la balle d'un plat du pied de vingt cinq mètres qui se loge dans les buts de Sorin. Les Caennais remportent leur première victoire de la saison,.

## Joueurs et club

### Transferts

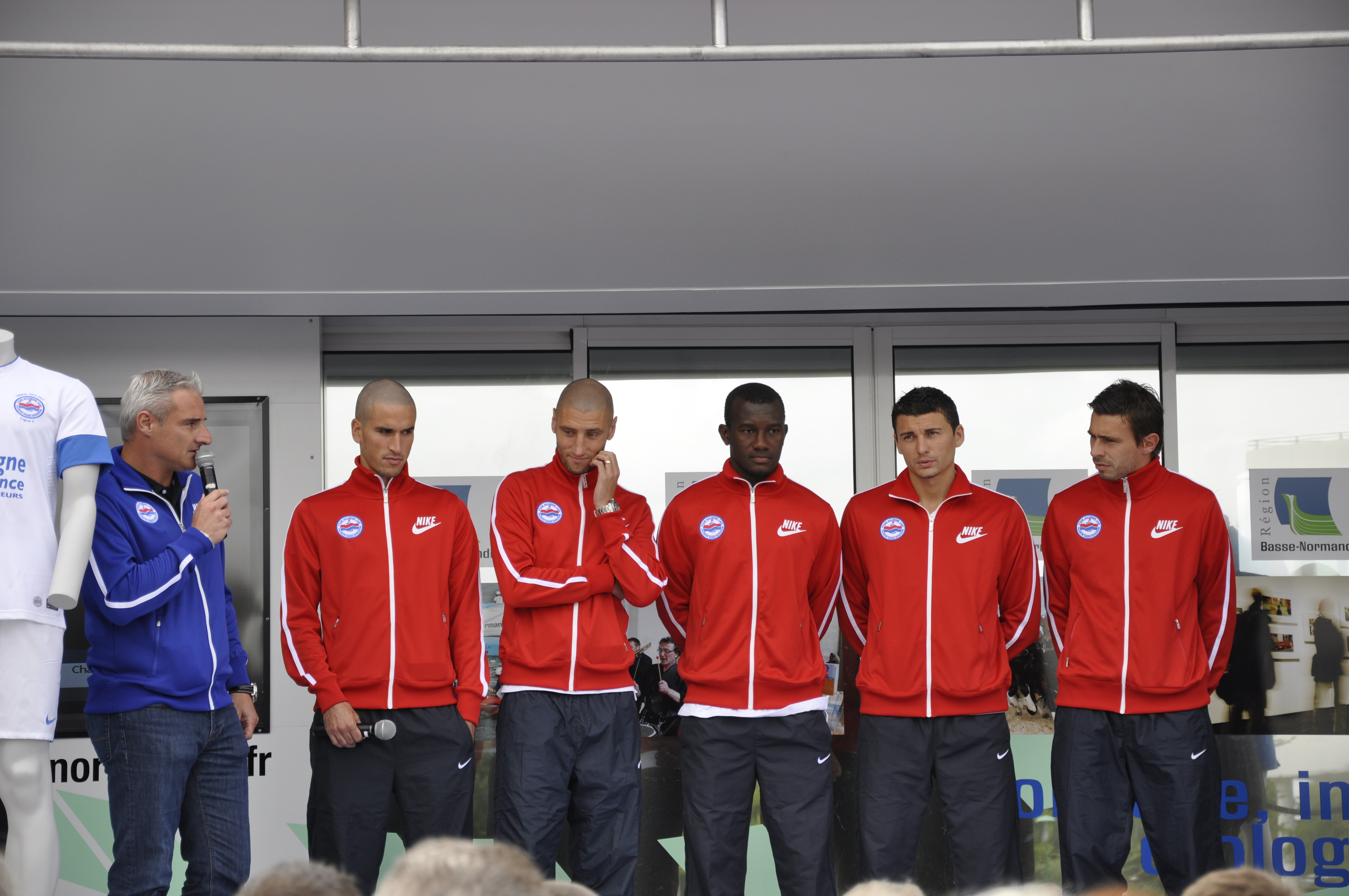
Les recrues lors de la présentation

Avec la relégation, le club doit faire face à un certain nombre de départs. Jerry Vandam, venu en prêt, repart logiquement à Lille. Le défenseur Thomas Heurtaux, auteur d'une saison remarquable, signe dès la fin de la saison un contrat avec l'Udinese Calcio, club de Serie A italienne. Le Stade Malherbe reçoit en échange une indemnité comprise entre deux et trois millions d'euros. Benjamin Nivet, en fin de contrat, rejoint son ancien club, l'ES Troyes AC. Émeric Dudouit, qui était passé pro en début de saison dernière sans jouer un match avec l'équipe première, quitte le club pour  Châteauroux. Grégory Proment, en fin de contrat, décide de repartir dans son club formateur le FC Metz. Frédéric Bulot rejoint le championnat belge en s'engageant avec le Standard de Liège contre une indemnité estimée à deux millions d'euros. Le 8 juillet 2012, le Stade brestois annonce un accord pour le transfert d'Alexis Thébaux. Le 19 juillet 2012, le club annonce le transfert de Romain Hamouma à Saint-Étienne.
Le milieu de terrain Damien Marcq, revenu d'un prêt à Dijon, est de nouveau prêté, à Sedan cette fois. Le contrat de l'emblématique milieu de terrain Anthony Deroin n'est pas renouvelé. Celui de Pierre-Alain Frau, l'attaquant « star » de la saison passée, est rompu à l'amiable. L'attaquant Kandia Traoré, à qui il reste un an de contrat, est invité à trouver un autre club. Enfin, le jeune espoir M'Baye Niang est donné partant par les médias à la suite d'un essai concluant auprès du club anglais d'Arsenal qui fait une offre pour le joueur. Mais c'est finalement au Milan AC qu'il signe le 28 août 2012.
Côté arrivées, le club bénéficie du retour de prêt du milieu de terrain Thibault Moulin. Le 18 juin, le directeur sportif Alain Caveglia annonce les signatures du défenseur Jean Calvé, du milieu de terrain Laurent Agouazi et de l'attaquant Romain Poyet, tous trois en fin de contrat. Le premier signe un contrat de trois ans, les deux suivants des contrats de deux ans. Le 30 juin 2012, la presse annonce l'arrivée de l'attaquant du FC Metz Mathieu Duhamel. Le défenseur central Jean-Jacques Pierre, après avoir passé des essais, est engagé pour une saison le jour de la présentation de l'équipe. À deux jours de la reprise, le club se fait prêter du milieu offensif de l'AS Nancy-Lorraine, Alexandre Cuvillier. Le 13 août, le milieu du Paris Saint-Germain Neeskens Kebano est prêté pour une saison.
Lors du mercato d'hiver, le milieu Kim Kyung-jung est prêté pour 6 mois par le club estonien du FC Olympic Tallinn.
| Nom                 | Nationalité   | Transfert                     | Provenance/Destination        | Division           |
| Arrivées            | Arrivées      | Arrivées                      | Arrivées                      | Arrivées           |
| ------------------- | ------------- | ----------------------------- | ----------------------------- | ------------------ |
| Damien Marcq        | France        | Retour de prêt                | Dijon FCO                     | Ligue 1            |
| Thibault Moulin     | France        | Retour de prêt                | La Berrichonne de Châteauroux | Ligue 2            |
| Jean Calvé          | France        | Transfert (libre)             | AS Nancy-Lorraine             | Ligue 1            |
| Laurent Agouazi     | France        | Transfert (libre)             | FC Istres                     | Ligue 2            |
| Romain Poyet        | France        | Transfert (libre)             | Stade brestois                | Ligue 1            |
| Mathieu Duhamel     | France        | Transfert                     | FC Metz                       | Ligue 2            |
| Jean-Jacques Pierre | Haïti         | Transfert                     | Paniónios GSS                 | Super League       |
| Alexandre Cuvillier | France        | Prêt sans option d'achat      | AS Nancy-Lorraine             | Ligue 1            |
| Neeskens Kebano     | France        | Prêt sans option d'achat      | Paris Saint-Germain           | Ligue 1            |
| Kim Kyung-jung      | Corée du Sud  | Prêt sans option d'achat      | Olympic Tallinn (et)          | III liiga (et)     |
| Départs             |               |                               |                               |                    |
| Thomas Heurtaux     | France        | Transfert (env. 2 millions €) | Udinese Calcio                | Série A            |
| Jerry Vandam        | France        | Retour de prêt                | Lille OSC                     | Ligue 1            |
| Benjamin Nivet      | France        | Fin de contrat                | Troyes                        | Ligue 1            |
| Damien Marcq        | France        | Prêt                          | CS Sedan                      | Ligue 2            |
| Riffi Mandanda      | France        | Prêt                          | Le Poirée sur vie             | National           |
| Émeric Dudouit      | France        | Transfert (libre)             | Châteauroux                   | Ligue 2            |
| Grégory Proment     | France        | Fin de contrat                | FC Metz                       | National           |
| Anthony Deroin      | France        | Fin de contrat                |                               |                    |
| Frédéric Bulot      | France- Gabon | Transfert (env. 2 millions €) | Standard de Liège             | Jupiler Pro League |
| Alexis Thébaux      | France        | Transfert                     | Stade brestois 29             | Ligue 1            |
| Romain Hamouma      | France        | Transfert (env. 4 millions €) | AS Saint-Étienne              | Ligue 1            |
| Pierre-Alain Frau   | France        | Résiliation                   | Al-Wakrah Sports Club         | Qatar Stars League |
| M'Baye Niang        | France        | Transfert                     | AC Milan                      | Série A            |

### Staff technique
Patrice Garande est l'entraîneur de l'équipe première depuis sa nomination par le président Jean-François Fortin le 18 juin 2012. Il était jusqu'à alors l'adjoint de Franck Dumas depuis 2005. Auparavant, il avait été l'adjoint de Guy David, Pierre Mankowski et Gabriel Calderón. Il est détenteur du DEPF depuis 2009. Il est secondé par Pape Fall comme premier adjoint. Frédéric Petereyns entame lui sa douzième saison en tant qu'entraîneur des gardiens. D'autres personnes sont consacrées aux domaines physique et médical du groupe. Hervé Schulc est le médecin du club tandis que Bruno Gacoin en est le kinésithérapeute. Enfin, Jean-Marc Branger est le préparateur physique à temps plein depuis 2007 (de 2005 à 2007, il exerçait cette fonction tout en étant la doublure de Vincent Planté).
Alain Caveglia, au club depuis un an, est le manager sportif.

### Sponsors et équipementier
L'équipementier du club est "Nike". Les sponsors maillots du club sont : l'entreprise de recyclage "GDE", la marque "Campagne de France" de la société "France Frais", le groupe "Petit Forestier" qui est le leader européen de la location de matériels frigorifiques, "Thébault Ingénierie", un constructeur d’usines et enfin "MDY", une société spécialisée dans les solutions d'aménagement et de décoration remplace "Elba".
"Nike" est l'équipementier du club depuis 2007 tandis que quatre des cinq sponsors maillot étaient déjà présents la saison 2010-2011 ("GDE", "Campagne de France" depuis 2005, "Petit Forestier" depuis 2010, "Thébault Ingénierie" depuis janvier 2011) plus "MDY" depuis cette saison.

## Les rencontres de la saison

### Matchs de préparation
L'équipe professionnelle fait sa reprise le 20 juin et dispute quatre matchs de préparation face à l'AS Cherbourg le 7 juillet, face au Stade lavallois le 14 juillet, face au  FC Rouen le 17 juillet et face au Havre AC le 20 (dans le cadre du Trophée des Normands). Le bilan se solde par deux défaites et deux matchs nuls sans avoir marqué le moindre but.
| Date                     | Adversaire      | Lieu                | Score | Buteur SMC        | Lien    |
| ------------------------ | --------------- | ------------------- | ----- | ----------------- | ------- |
| samedi 7 juillet 2012    | AS Cherbourg    | Bayeux              | 0 - 0 |                   | Rapport |
| samedi 14 juillet 2012   | Stade Lavallois | Courseulles-sur-Mer | 1 - 1 | Talmont 37e (csc) | Rapport |
| mardi 17 juillet 2012    | FC Rouen        | Dives-sur-Mer       | 0 - 1 |                   | Rapport |
| vendredi 20 juillet 2012 | Le Havre AC     | Ouistreham          | 0 - 2 |                   | Rapport |

### Championnat de Ligue 2
Le championnat de Ligue 2 démarre le 27 juillet 2012 et s’achève le 24 mai 2013.
| Date                       | N o | Adversaire       | Lieu | Résultat | Buteurs pour le SMC                                | Points | Place | Affluence | Diffuseur    |
| -------------------------- | --- | ---------------- | ---- | -------- | -------------------------------------------------- | ------ | ----- | --------- | ------------ |
| vendredi 27 juillet 2012   | J01 | GFC Ajaccio      | Ext. | 0 - 0    |                                                    | 1      | 14    | 3 645     | beIN Sport 2 |
| samedi 4 août 2012         | J02 | AJ Auxerre       | Dom. | 3 - 1    | Duhamel 27e, Nabab 32e, Agouazi 88e                | 4      | 4     | 7 458     | beIN Sport 1 |
| vendredi 10 août 2012      | J03 | Chamois niortais | Ext. | 1 - 0    |                                                    | 4      | 11    | 4 476     | beIN Sport 2 |
| vendredi 17 août 2012      | J04 | Clermont FA      | Dom. | 4 - 0    | Duhamel 15e, Sorbon 43e, Nabab 54e, Calvé 90+1e    | 7      | 5     | 6 756     | beIN Sport 2 |
| vendredi 24 août 2012      | J05 | Nîmes Olympique  | Ext. | 0 - 2    | Moulin 34e, Duhamel 66e                            | 10     | 4     | 5 900     | beIN Sport 2 |
| vendredi 31 août 2012      | J06 | CS Sedan         | Ext. | 2 - 2    | Duhamel 38e, Wagué 90+1e                           | 11     | 3     | 5 631     | beIN Sport 2 |
| vendredi 14 septembre 2012 | J07 | Le Mans FC       | Dom. | 0 - 2    |                                                    | 11     | 7     | 9 211     | beIN Sport 2 |
| vendredi 21 septembre 2012 | J08 | Stade lavallois  | Ext. | 1 - 2    | Agouazi 11e, Wagué 23e                             | 14     | 5     | 4 685     | beIN Sport 2 |
| samedi 29 septembre 2012   | J09 | Tours FC         | Dom. | 0 - 1    |                                                    | 14     | 6     | 7 689     | beIN Sport 2 |
| vendredi 5 octobre 2012    | J10 | FC Istres        | Ext. | 0 - 4    | Nabab 1re, Duhamel 83e, Poyet 89e, Cuvillier 90+4e | 17     | 4     | 2 097     | beIN Sport 2 |
| vendredi 19 octobre 2012   | J11 | EA Guingamp      | Dom. | 1 - 2    | Cuvillier 61e                                      | 17     | 5     | 7 914     | beIN Sport 2 |
| vendredi 26 octobre 2012   | J12 | Arles-Avignon    | Ext. | 0 - 2    | Cuvillier 11e, Nangis 83e                          | 20     | 4     | 1 659     | beIN Sport 2 |
| lundi 5 novembre 2012      | J13 | Le Havre AC      | Dom. | 2 - 0    | Montaroup 34e, Poyet 57e                           | 23     | 2     | 13 217    | Eurosport    |
| lundi 12 novembre 2012     | J14 | RC Lens          | Ext. | 0 - 0    |                                                    | 24     | 3     | 17 567    | Eurosport    |
| vendredi 23 novembre 2012  | J15 | SCO Angers       | Dom. | 1 - 0    | Calvé 58e                                          | 27     | 3     | 8 068     | beIN Sport 2 |
| samedi 1er décembre 2012   | J16 | Dijon FCO        | Ext. | 1 - 0    |                                                    | 27     | 4     | 7 848     | beIN Sport 1 |
| mardi 11 décembre 2012     | J17 | AS Monaco        | Dom. | 3 - 0    | Duhamel 17e, Cuvillier 45+1e, Nabab 71e            | 30     | 3     | 13 362    | beIN Sport 2 |
| samedi 15 décembre 2012    | J18 | FC Nantes        | Ext. | 3 - 1    | Duhamel 8e                                         | 30     | 4     | 16 779    | beIN Sport 1 |
| vendredi 21 décembre 2012  | J19 | Châteauroux      | Dom. | 1 - 0    | Kebano 63e                                         | 33     | 3     | 7 788     | beIN Sport 2 |
| matchs retour              |     |                  |      |          |                                                    |        |       |           |              |
| samedi 12 janvier 2013     | J20 | AJ Auxerre       | Ext. | 1 - 2    | Cuvillier 51e, Fajr 67e                            | 36     | 2     | 5 057     | beIN Sport 1 |
| vendredi 18 janvier 2013   | J21 | Chamois niortais | Dom. | 0 - 1    |                                                    | 36     | 3     | 7 042     | beIN Sport 2 |
| vendredi 25 janvier 2013   | J22 | Clermont FA      | Ext. | 0 - 0    |                                                    | 37     | 3     | 3 146     | beIN Sport 2 |
| vendredi 1er février 2013  | J23 | Nîmes Olympique  | Dom. | 1 - 0    | Pierre 3e                                          | 40     | 4     | 9 003     | beIN Sport 2 |
| vendredi 8 février 2013    | J24 | CS Sedan         | Dom. | 2 - 0    | Dielan 42e (csc), Guerreiro 68e                    | 43     | 3     | 9 142     | beIN Sport 2 |
| vendredi 15 février 2013   | J25 | Le Mans FC       | Ext. | 1 - 1    | Cissé 25e (csc)                                    | 44     | 4     | 6 364     | beIN Sport 2 |
| vendredi 22 février 2013   | J26 | Stade lavallois  | Dom. | 2 - 1    | Fajr 11e, Duhamel 13e                              | 47     | 3     | 8 188     | beIN Sport 2 |
| vendredi 1er mars 2013     | J27 | Tours FC         | Ext. | 1 - 1    | Duhamel 63e (pen.)                                 | 48     | 3     | 4 255     | beIN Sport 2 |
| lundi 11 mars 2013         | J28 | FC Istres        | Dom. | 1 - 0    | Sorbon 92+2e                                       | 51     | 3     | 7 752     | Eurosport    |
| vendredi 15 mars 2013      | J29 | EA Guingamp      | Ext. | 1 - 0    |                                                    | 48     | 4     | 13 130    | beIN Sport 2 |
| vendredi 29 mars 2013      | J30 | Arles-Avignon    | Dom. | 1 - 1    | Cuvillier 61e                                      | 52     | 4     | 7 865     | beIN Sport 2 |
| lundi 8 avril 2013         | J31 | Le Havre AC      | Ext. | 1 - 1    | Duhamel 38e (pen.)                                 | 53     | 5     | 15 552    | Eurosport    |
| vendredi 12 avril 2013     | J32 | RC Lens          | Dom. | 0 - 0    |                                                    | 54     | 4     | 11 266    | beIN Sport 2 |
| vendredi 19 avril 2013     | J33 | SCO Angers       | Ext. | 1 - 1    | Duhamel 22e                                        | 55     | 5     | 15 195    | beIN Sport 2 |
| samedi 27 avril 2013       | J34 | Dijon FCO        | Dom. | 2 - 2    | Duhamel 45+3e (pen.) 66e                           | 56     | 4     | 14 355    | beIN Sport 1 |
| samedi 4 mai 2013          | J35 | AS Monaco        | Ext. | 0 - 1    | Poyet 8e                                           | 59     | 4     | 7 123     | beIN Sport 1 |
| lundi 13 mai 2013          | J36 | FC Nantes        | Dom. | 0 - 1    |                                                    | 59     | 5     | 19 751    | Eurosport    |
| vendredi 17 mai 2013       | J37 | Châteauroux      | Ext. | 2 - 2    | Cuvillier 39e, Montaroup 73e                       | 60     | 4     | 6 726     | beIN Sport 1 |
| vendredi 24 mai 2013       | J38 | GFC Ajaccio      | Dom. | 2 - 1    | Poyet 37e, Fajr 79e                                | 63     | 4     | 16 716    | beIN Sport 1 |

### Coupe de la Ligue
La Coupe de la Ligue 2012-2013 est la 19e édition de la Coupe de la Ligue, compétition à élimination directe organisée par la Ligue de football professionnel (LFP) depuis 1994, qui rassemble uniquement les clubs de Ligue 1, Ligue 2 et les clubs de National ayant conservé leur statut professionnel. Depuis 2009, la LFP a instauré un nouveau format de coupe plus avantageux pour les équipes qualifiées pour une coupe d'Europe.
Le club est sorti en 16e de finale par le Toulouse FC.
| Date                       | Tour          | Adversaire    | Lieu | Résultat | Buteurs pour le SMC    | Affluence | Diffuseur                |
| -------------------------- | ------------- | ------------- | ---- | -------- | ---------------------- | --------- | ------------------------ |
| mardi 7 août 2012          | 1er           | RC Lens       | Dom. | 2 - 1    | Agouazi 36e, Nabab 69e | 4 857     | France 4                 |
| mardi 28 août 2012         | 2e            | Clermont Foot | Ext. | 0 - 1    | Wagué 88e              | 1 561     | -                        |
| mercredi 26 septembre 2012 | 16e de finale | Toulouse FC   | Dom. | 0 - 1    |                        | 4 333     | France 3 Basse-Normandie |

### Coupe de France
La coupe de France 2012-2013 est la 96e édition de la coupe de France, une compétition à élimination directe mettant aux prises les clubs de football amateurs et professionnels à travers la France métropolitaine et les DOM-TOM. Elle est organisée par la FFF et ses ligues régionales.
Le Stade Malherbe entame la compétition au 7e tour en tant que club de Ligue 2.
| Date                    | Tour          | Adversaire                 | Lieu | Résultat | Buteurs pour le SMC                                   | Affluence | Diffuseur                |
| ----------------------- | ------------- | -------------------------- | ---- | -------- | ----------------------------------------------------- | --------- | ------------------------ |
| samedi 17 novembre 2012 | 7e tour       | Union sportive de Breteuil | Ext. | 1 - 3    | Traoré 11e 32e (pen.), Duhamel 54e                    | 1 500     | -                        |
| samedi 8 décembre 2012  | 8e tour       | Reims Sainte-Anne          | Ext. | 0 - 5    | Nabab 24e, 72e, Cuvillier 41e, Kebano 75e, Moulin 86e | 800       | -                        |
| dimanche 6 janvier 2013 | 32e de finale | AS Saint-Étienne           | Dom. | 2 - 3    | Fajr 20e (pen.), 74e (pen.)                           | 11 729    | France 3 Basse-Normandie |

## Équipe réserve
L'équipe réserve entame sa sixième saison consécutive en CFA. Lors de la saison précédente, le club finit quinzième et premier non-relégable deux points devant la réserve du FC Lorient et ainsi termine deuxième meilleur quinzième sur quatre. L'équipe évolue dans le groupe D. L'entraîneur est Philippe Tranchant. L'équipe reprend l'entraînement le 9 juillet 2012. Ce groupe dispute cinq matchs amicaux contre Avranches (défaite 6-1 le 21 juillet), la réserve du PSG (défaite 3-0 le 25 juillet), le FC Saint-Lô (victoire 4-1 le 28 juillet), l'US Granville (match nul 0-0 le 1er août) et Oissel (victoire 1-0 le 4 août). Lors de la mini-trêve internationale, le groupe dispute un match contre la réserve du stade rennais (défaite 2-3).